# Xã Fairbanks, Quận Sullivan, Indiana
Xã Fairbanks (tiếng Anh: Fairbanks Township) là một xã thuộc quận Sullivan, tiểu bang Indiana, Hoa Kỳ. Năm 2010, dân số của xã này là 733 người.